# Armored Core: Nine Breaker
Armored Core: Nine Breaker (アーマード・コア ナインブレイカー?, Āmādo Koa: Nain Bureikā) è un videogioco pubblicato dalla Agetec nel 2004, parte della serie di videogiochi Armored Core.